# Belval (Ardenas)
 Belval  es una población y comuna francesa, en la región de Champaña-Ardenas, departamento de Ardenas, en el distrito de Charleville-Mézières y cantón de Mézières-Centre-Ouest.

## Demografía
| 126 | 120 | 107 | 140 | 156 | 197 |
| Para los censos de 1962 a 1999 la población legal corresponde a la población sin duplicidades (Fuente: INSEE [Consultar]) |     |     |     |     |     |